# Guillermo Martínez (író)
Guillermo Martínez (Bahía Blanca, Argentína, 1962. július 29.) argentin matematikus és író.
Bahía Blancában született. PhD-fokozatát matematikai logikából szerezte a Buenos Aires-i Egyetemen ahol jelenleg is tanít. A doktori cím megszerzése után az Oxfordi Egyetem Matematikai Intézetébe ment posztdoktori tanulmányútra két évre.
Legsikeresebb szépirodalmi műve az Oxfordi sorozat (Crímenes imperceptibles, 2003). Martíneznek ezért a regényért megjelenésének évében odaítélték a Planeta-díjat. A művet számos nyelvre lefordították, a magyar kiadás 2007-ben jelent meg az Európa Könyvkiadó Modern Könyvtár című sorozatában. 2007-ben Álex de la Iglesia rendező filmet forgatott a regényből.

## Könyvei
- 1989 – Infierno grande (novellák)
- 1993 – Acerca de Roderer (regény)
- 1998 – La mujer del maestro (regény)
- 2003 – Borges y la matemática (esszék, Borges és a matematika, 2010)
- 2003 – Crímenes imperceptibles (regény, Oxfordi sorozat, 2007)
- 2005 – La fórmula de la inmortalidad (esszék)
- 2007 – La muerte lenta de Luciana B. (regény)

## Magyarul
- Oxfordi sorozat; ford. Kutasy Mercédesz; Európa, Bp., 2007 (Modern könyvtár)
- Borges és a matematika; ford. Kutasy Mercédesz; Európa, Bp., 2010 (Mérleg)
- Luciana B. lassú halála; ford. Kutasy Mercédesz; Európa, Bp., 2011